# Discografia de Drake
A discografia de Drake, cantor e rapper canadense, consiste em seis álbum de estúdio, um extended play, trinta e seis videoclipes e setenta e um singles oficiais (incluindo 47 como participação). Drake ja vendeu mais de 5 milhões de albuns. Sua música foi lançada por gravadoras como a Motown Universal Records, juntamente com o seu Money Entertainment subsidiárias Young e Cash Money Records.

## Álbuns de estúdio
| Ano  | Detalhes do álbum | Melhores posições nas tabelas | Melhores posições nas tabelas | Melhores posições nas tabelas | Melhores posições nas tabelas | Melhores posições nas tabelas | Melhores posições nas tabelas | Melhores posições nas tabelas | Melhores posições nas tabelas | Melhores posições nas tabelas | Vendas                                                                     | Certificações                                                             |
| Ano  | Detalhes do álbum | CAN                           | AUS                           | FRA                           | ALE                           | IRL                           | NZL                           | SWI                           | UK                            | EUA                           | Vendas                                                                     | Certificações                                                             |
| ---- | --- | ----------------------------- | ----------------------------- | ----------------------------- | ----------------------------- | ----------------------------- | ----------------------------- | ----------------------------- | ----------------------------- | ----------------------------- | -------------------------------------------------------------------------- | ------------------------------------------------------------------------- |
| 2010 | Thank Me Later - Lançamento: 15 de junho de 2010 - Gravadora(s): Young Money Entertainment, Cash Money Records, Universal Motown - Formato(s): CD, vinil, download digital | 1                             | 81                            | 117                           | 34                            | 32                            | 35                            | 69                            | 15                            | 1                             | - : 1.551 mil                                                              | - : Platina - : Ouro - : Platina                                          |
| 2011 | Take Care - Lançamento: 15 de novembro de 2011 - Gravadora(s): Young Money Entertainment, Cash Money Records, Universal Motown                                             | 1                             | 15                            | 32                            | 42                            | 30                            | 19                            | 45                            | 5                             | 1                             | - : 1.817 mil                                                              | - : 2× Platina - : Ouro - : Platina                                       |
| 2013 | Nothing Was the Same - Lançado: 24 de setembro de 2013 (CAN) [27] - Gravadora(s): OVO Sound, Aspire, Young Money, Cash Money, República - Formatos: CD, download digital   | 1                             | 2                             | 11                            | 4                             | 4                             | 4                             | 11                            | 1                             | 1                             | - CAN: 108.000 - UK: 120.000 - US: 1.720.000                               | - MC: Platinum [6] - ARIA : Ouro [29] - BPI: Ouro [25] - RIAA: 3× Platina |
| 2016 | Views - Lançado: 29 de abril de 2016 - Gravadora(s): OVO Sound, Young Money, República - Formatos: CD, download digital                                                    | 1                             | 1                             | 4                             | 20                            | 2                             | 1                             | 4                             | 1                             | 1                             | - CAN: 480,000 - AUS: 35,000 - FRA: 200,000 - UK: 600,000 - US: 6.000.000  | - : 6× Platina - : 2× Platina - : 6× Platina                              |
| 2018 | Scorpion - Lançado: 29 de junho de 2018 - Gravadora(s): Republic Records, Young Money, Cash Money - Formatos: CD, download digital, streaming                              | 1                             | 1                             | 3                             | 4                             | 1                             | 1                             | 1                             | 1                             | 1                             | - CAN: 160.000 - AUS: 140.000 - FRA: 100.000 - UK: 300.000 - US: 5.000.000 | - : 2× Platina - : Platina - : 5× Platina                                 |
| 2021 | Certified Lover Boy - Lançado: 3 de setembro de 2021 - Gravadora(s): Republic Records, OVO Sound - Formatos: CD, LP, download digital                                      | —                             | —                             | —                             | —                             | —                             | —                             | —                             | —                             | —                             |                                                                            |                                                                           |

## Extended plays
| Título                             | Melhor posição | Melhor posição | Melhor posição | Melhor posição | Vendas        |
| Título                             | CAN            | US             | US R&B         | US Rap         | Vendas        |
| ---------------------------------- | -------------- | -------------- | -------------- | -------------- | ------------- |
| So Far Gone                        | 15             | 6              | 3              | 2              | - US: 650,000 |
| Scary Hours                        | —              | —              | —              | —              |               |
| The Best in the World Pack         | —              | —              | —              | —              |               |
| "—" Não entrou nas paradas do país |                |                |                |                |               |

## Singles
| Título                                         | Ano  | Melhor posição | Melhor posição | Melhor posição | Melhor posição | Melhor posição | Álbum                      |
| Título                                         | Ano  | CAN            | UK             | US             | US R&B         | US Rap         | Álbum                      |
| ---------------------------------------------- | ---- | -------------- | -------------- | -------------- | -------------- | -------------- | -------------------------- |
| "Best I Ever Had"                              | 2009 | 24             | 79             | 2              | 1              | 1              | So Far Gone                |
| "Successful" (com Trey Songz)                  | 2009 | —              | —              | 17             | 3              | 2              | So Far Gone                |
| "Forever" (com Kanye West, Lil Wayne e Eminem) | 2009 | 26             | 42             | 8              | 2              | 1              | More Than a Game           |
| "Over"                                         | 2010 | 17             | 50             | 14             | 2              | 1              | Thank Me Later             |
| "Find Your Love"                               | 2010 | 10             | 24             | 5              | 3              | —              | Thank Me Later             |
| "Miss Me" (com Lil Wayne)                      | 2010 | 73             | 162            | 15             | 3              | 2              | Thank Me Later             |
| "Fancy" (com T.I. e Swizz Beatz)               | 2010 | 54             | —              | 25             | 4              | 1              | Thank Me Later             |
| "Headlines"                                    | 2011 | 27             | 57             | 13             | 2              | 1              | Take Care                  |
| Make Me Proud (com Nicki Minaj)                | 2011 | 25             | 49             | 9              | 34             | 19             | Take Care                  |
| The Motto (com Lil Wayne)                      | 2011 | 38             | 80             | 14             | 1              | 1              | Take Care                  |
| Take Care (com Rihanna)                        | 2012 | 15             | 9              | 7              | 26             | 2              | Take Care                  |
| HYFR (Hell Ya Fucking Right) (com Lil Wayne)   | 2012 | —              | —              | 67             | 20             | 17             | Take Care                  |
| Started From The Bottom                        | 2013 | 36             | 25             | 6              | 2              | 2              | Nothing Was the Same       |
| Hold On, We're Going Home (com Majid Jordan)   | 2013 | 5              | 4              | 4              | 1              | —              | Nothing Was the Same       |
| All Me (com Big Sean & 2 Chainz)               | 2013 | 70             | —              | 16             | 6              | 4              | Nothing Was the Same       |
| Pound Cake (com Jay-Z)                         | 2013 | 88             | —              | 65             | 24             | 17             | Nothing Was the Same       |
| "Hotline Bling"                                | 2015 | 3              | 3              | 2              | 1              | 1              | Views                      |
| "One Dance" (com Wizkid & Kyla)                | 2016 | 1              | 1              | 1              | 1              | 1              | Views                      |
| "Pop Style" (com The Throne)                   | 2016 | 19             | 33             | 16             | 4              | 3              | Views                      |
| "Controlla"                                    | 2016 | 27             | 18             | 16             | 5              | —              | Views                      |
| "Too Good" (com Rihanna)                       | 2016 | 9              | 3              | 14             | 3              | 1              | Views                      |
| "Fake Love"                                    | 2016 | 10             | 10             | 8              | 4              | 3              | More Life                  |
| "Passionfruit"                                 | 2017 | 2              | 3              | 8              | 5              | —              | More Life                  |
| "Signs"                                        | 2017 | 12             | 14             | 36             | 14             | —              |                            |
| "God's Plan"                                   | 2018 | 1              | 1              | 1              | 1              | 1              | Scary Hours & Scorpion     |
| "Diplomatic Immunity"                          | 2018 | 6              | 21             | 7              | 4              | 3              | Scary Hours & Scorpion     |
| "Nice for What"                                | 2018 | 1              | 1              | 1              | 1              | 1              | Scorpion                   |
| "I'm Upset"                                    | 2018 | 5              | 37             | 7              | 6              | 6              | Scorpion                   |
| "In My Feelings"                               | 2018 | 1              | 1              | 1              | 1              | 1              | Scorpion                   |
| "Nonstop"                                      | 2018 | 1              | 4              | 2              | 2              | 2              | Scorpion                   |
| "Money In The Grave" (com Rick Ross)           | 2019 | 5              | 13             | 7              | 3              | 2              | The Best in the World Pack |
| "Omerta"                                       | 2019 | 8              | 33             | 35             | 14             | 12             | The Best in the World Pack |